# Хафисе Кадын-эфенди
Хафисе́ Кады́н Эфе́нди (тур. Hafise Kadınefendi, осман. حفيصہ کادین افندی‎; ок. 1685 — 12 июня 1723 года, Стамбул) — наложница османского султана Мустафы II и мать пятерых его сыновей и одной дочери.

## Биография
О происхождении Хафисе практически нет данных. Считается, что она попала в плен к татарам, после чего в возрасте 10 лет была передана в гарем султана Эбу Бекиром-эфенди, одним из министров Порты. Наложницей Мустафы Хафисе, вероятно, стала при поддержке его матери. Она была единственной из всех женщин гарема, сопровождавших Мустафу во всех трёх его кампаниях. Хафисе родила султану пятерых сыновей и дочь. В начале марта 1718 года Хафисе посетила леди Мэри Уортли Монтегю, знаменитая путешественница и жена британского посла в Стамбуле. Она же в своих письмах называет Хафисе фавориткой султана.
После свержения и смерти Мустафы в 1703 году  новый султан велел Хафисе покинуть гарем, выбрав мужа из числа служителей Порты. Для женщины бывшего султана, родившей ему шестерых детей, это было оскорблением. Хафисе умоляла Ахмеда III не выдавать её замуж, а лучше убить её, уповая на то, что она, вдова султана, была матерью пятерых шехзаде. Но все шехзаде были мертвы, в живых оставалась только дочь, и Ахмед остался непреклонен. Хафисе вынуждена была сделать выбор. И она выбрала 80-летнего Эбу Бекира-эфенди, государственного секретаря, твёрдо намереваясь хранить верность умершему мужу и не допускать в свою постель другого мужчину. Эбу Бекир был выбран в благодарность за то, что когда-то именно он привёл Хафисе в гарем. Эбу Бекир умер 12 июня 1723 года.
Дважды овдовев, Хафисе умерла в 1723 году.

### Дети
Сыновья:
- шехзаде Мехмед[7] (27 ноября 1698 — 3 июня 1703)
- шехзаде Селим[7] (7 сентября 1699 — 30 июня 1701)
- шехзаде Мурад (1702 — 1703)
- шехзаде Ахмед[7] (3 марта — август 1703)
- шехзаде Мурад (3 марта — 29 декабря 1703)